# Xonaşençay
Xonaşençay är ett periodiskt vattendrag i Azerbajdzjan. Det ligger i den centrala delen av landet, 220 km väster om huvudstaden Baku.
Trakten runt Xonaşençay består till största delen av jordbruksmark. Runt Xonaşençay är det ganska tätbefolkat, med 62 invånare per kvadratkilometer.